# Gouverneurshuis (Zwolle)
Het Gouverneurshuis aan de Kerkstraat bij het Ter Pelkwijkpark in Zwolle was van 1892 tot 1945 de ambtswoning van de commissaris van de Koning(in) in Overijssel. Er waren in het gebouw van architect Jacobus van Lokhorst logeerkamers voor de koningin en andere hoogwaardigheidsbekleders. Het werd in circa 1945 in gebruik genomen als belastingkantoor en daarna nog als HEAO. Een projectontwikkelaar kocht het gebouw, dat slecht onderhouden was en leegstond, op en liet het slopen om er appartementen te gaan bouwen. Vrij snel nadat de sloopaanvraag was ingewilligd, werd in 1985 met de sloop begonnen. Dit leidde tot hevige protesten uit alle lagen van de Zwolse bevolking, die het pand wilden behouden, maar de weerstand was tevergeefs. Een van die wethouders die in de sloop had toegestemd moest vertrekken en burgemeester Gauke Loopstra kreeg de bijnaam Sloopstra.
Het nieuwe appartementencomplex de Genverberg werd 'lelijk' bevonden in vergelijking met het gesloopte Gouverneurshuis.